# Америка Фьорст Філд
«Ріо Тінто Стедіум» (англ. Rio Tinto Stadium) — футбольний стадіон у місті Санді, Юта, США, домашня арена ФК «Реал Солт-Лейк».
Стадіон побудований протягом 2006—2008 років та відкритий 9 жовтня 2008 року. На арені проходив матч в рамках Золотого кубка КОНКАКАФ 2013 року.
Окрім футбольних матчів стадіон приймає матчі з регбі та концертні заходи.